# Dermatetron
Dermatetron é um gênero de esponja marinha da família Sycanthidae.

## Espécies
- Dermatetron hodgsoni Jenkin, 1908
- Dermatetron scotti (Jenkin, 1908)